# Dooabia viridata
Dooabia viridata là một loài bướm đêm trong họ Geometridae.